# Šitboř
Šitboř (německy Schüttwa) je malá vesnice a část obce Poběžovice v okrese Domažlice v Plzeňském kraji.

## Historie
První písemná zmínka o vesnici pochází z roku 1248.

## Obyvatelstvo
| Rok            | 1869 | 1880 | 1890 | 1900 | 1910 | 1921 | 1930 | 1950 | 1961 | 1970 | 1980 | 1991 | 2001 | 2011 | 2021 |
| -------------- | ---- | ---- | ---- | ---- | ---- | ---- | ---- | ---- | ---- | ---- | ---- | ---- | ---- | ---- | ---- |
| Počet obyvatel | 312  | 308  | 326  | 344  | 324  | 315  | 307  | 144  | 150  | 124  | 81   | 66   | 73   | 80   | 68   |
| Počet domů     | 51   | 51   | 51   | 51   | 55   | 57   | 60   | 47   | 61   | 32   | 28   | 30   | 36   | 40   | 41   |

## Obecní správa
Při sčítání lidu v letech 1850–1959 Šitboř byla samostatnou obcí v okrese Horšovský Týn (v letech 1880–1910 Horšův Týn). V letech 1960–1985 byla částí obce Nový Kramolín v okrese Domažlice. Od 1. července 1985 je částí města Poběžovice v okrese Domažlice. Poté se Nový Kramolín opět osamostatnil, ale Šitboř již zůstala součástí Poběžovic.

## Pamětihodnosti
Vsi dominuje relikt kostela svatého Mikuláše, významné gotické nemovité památky, která patří k jedné z nejstarších v celém kraji. Počátky kostela lze datovat do druhé poloviny 13. století, i když větší část dochovaného gotického zdiva pochází až z počátku 14. století. Ve druhé polovině 17. století byl kostel poměrně razantně barokně přestavěn, byly upraveny interiéry a přistavěna věž s osmibokým patrem a protáhlou bání s cibulkou. V osmdesátých letech 20. století se změnil ve zříceninu. Celá památka je, přes svůj historický i architektonický význam, v havarijním stavu.
Od roku 2015 se spolek Mikuláš ze Šitboře snaží o opravu cenné památky. Byl nově zastřešen presbytář, včetně nového krovu, zpevněna koruna věže a osazeno nové cibulové zastřešení s měděným oplechováním. Byla opravena fasáda věže kostela a instalovány sluneční hodiny s přesným místním časem. Byly zahájeny práce na zpevnění a dozdění obvodových zdí lodi, na které bude instalován nový krov a celá loď bude zastřešena.
Naproti kostelu bývalá fara postavená roku 1805 je v rozvalinách. Na návsi rostou morušovníky. Některé staré stromy byly nahrazeny novými morušovníky.
Nad kostelem v parku je instalováno devět soch, které zde vytvořili studenti umělecké školy v Plzni. 

## Rodáci
V Šitboři se kolem roku 1350 narodil spisovatel Jan ze Šitboře, známý též jako Jan z Teplé, resp. Jan ze Žatce. Byl žákem humanisty Jana ze Středy, důvěrného přítele a kancléře Karla IV. Jan ze Šitboře je autorem významného středověkého díla Oráč z Čech.
Na památku tohoto významného rodáka nechal zbudovat spolek Mikuláš 12. května 2018 pomník, jehož autorem je akademický sochař a malíř Jaroslav Šindelář. Pomník stojí pod kostelem na šitbořské návsi. V blízkosti kostela, na hřbitově, je instalováno pět informačních panelů s tématem Jana ze Šitboře.

## Další fotografie

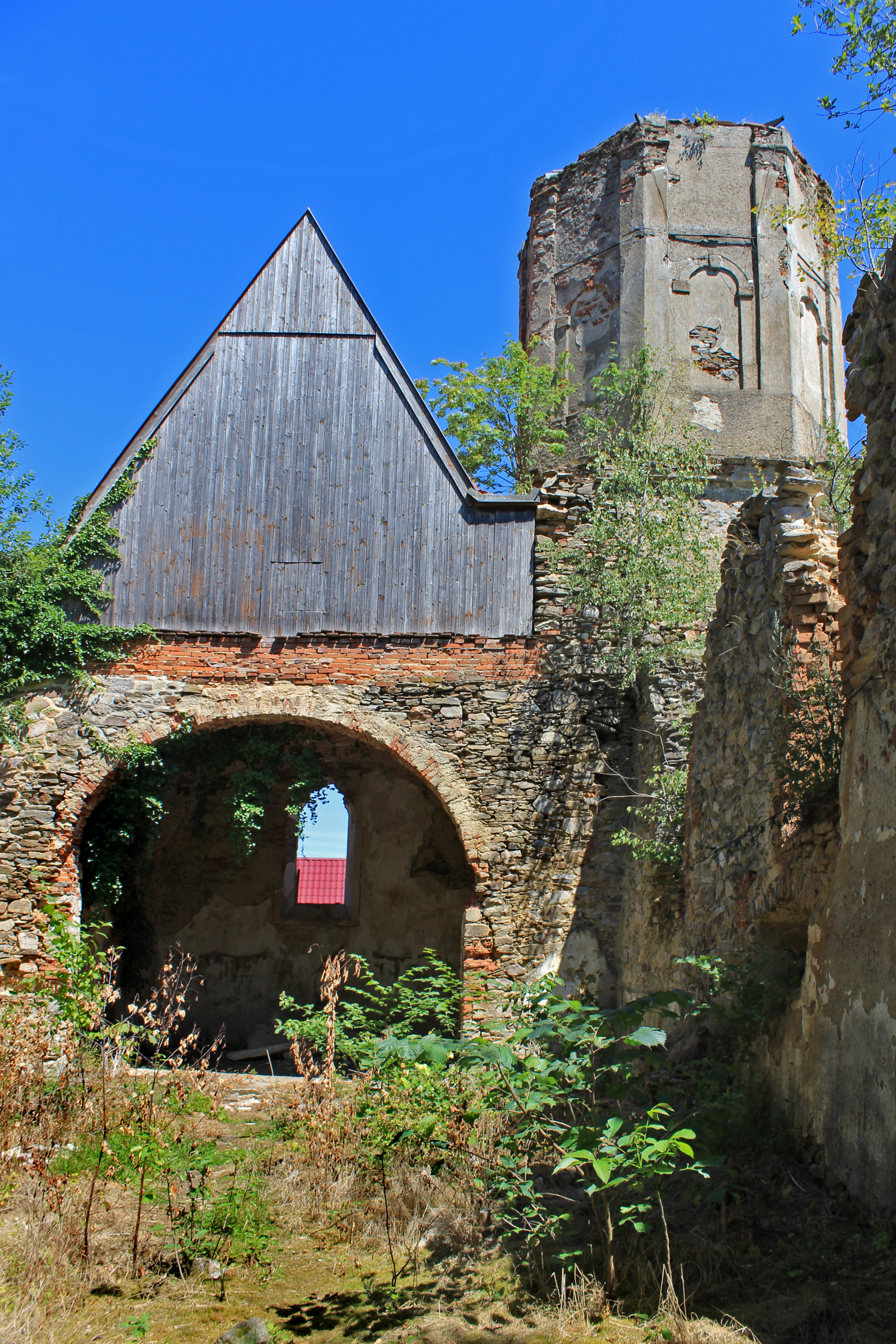
Ruiny kostela svatého Mikuláše
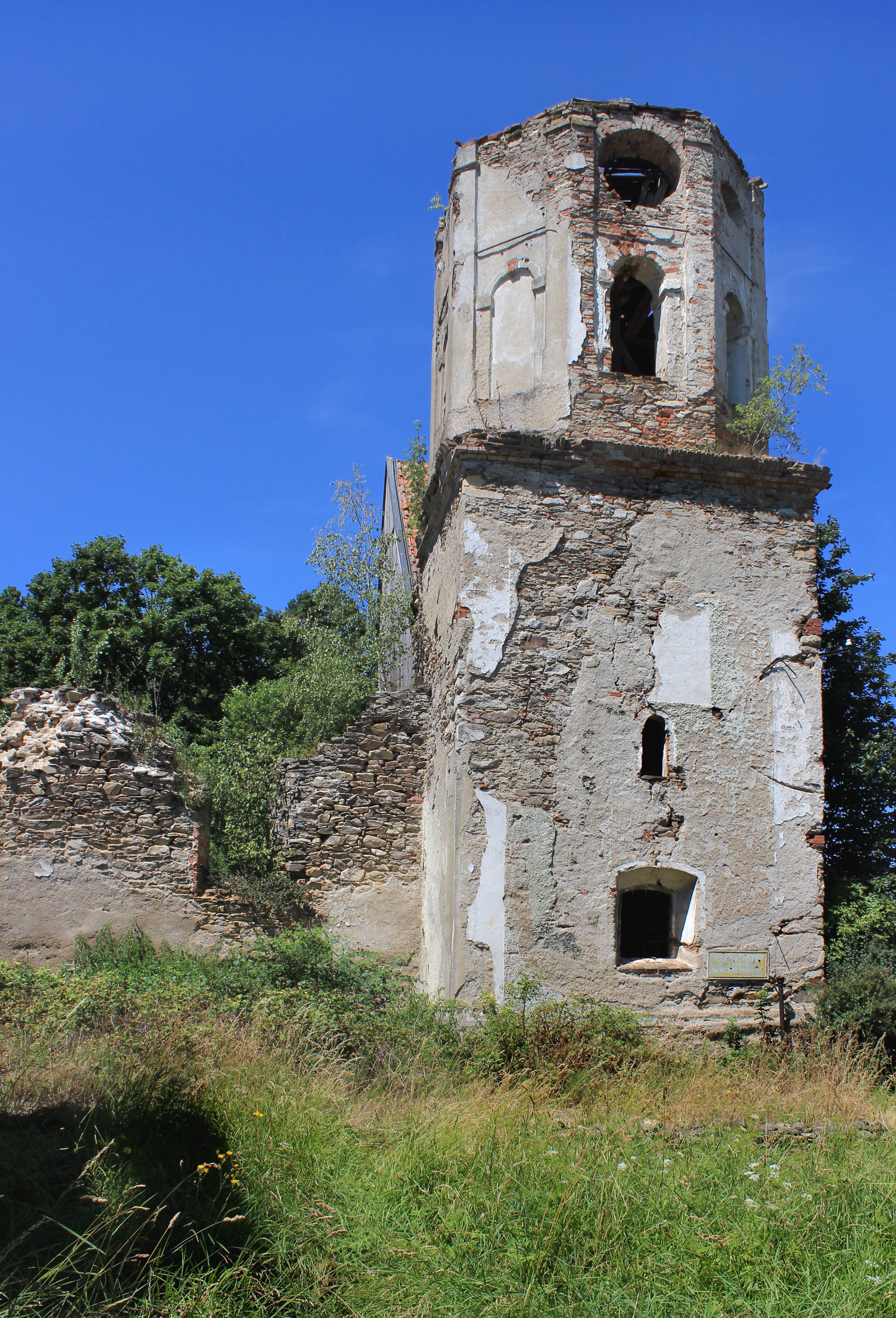
Zchátralá věž kostela
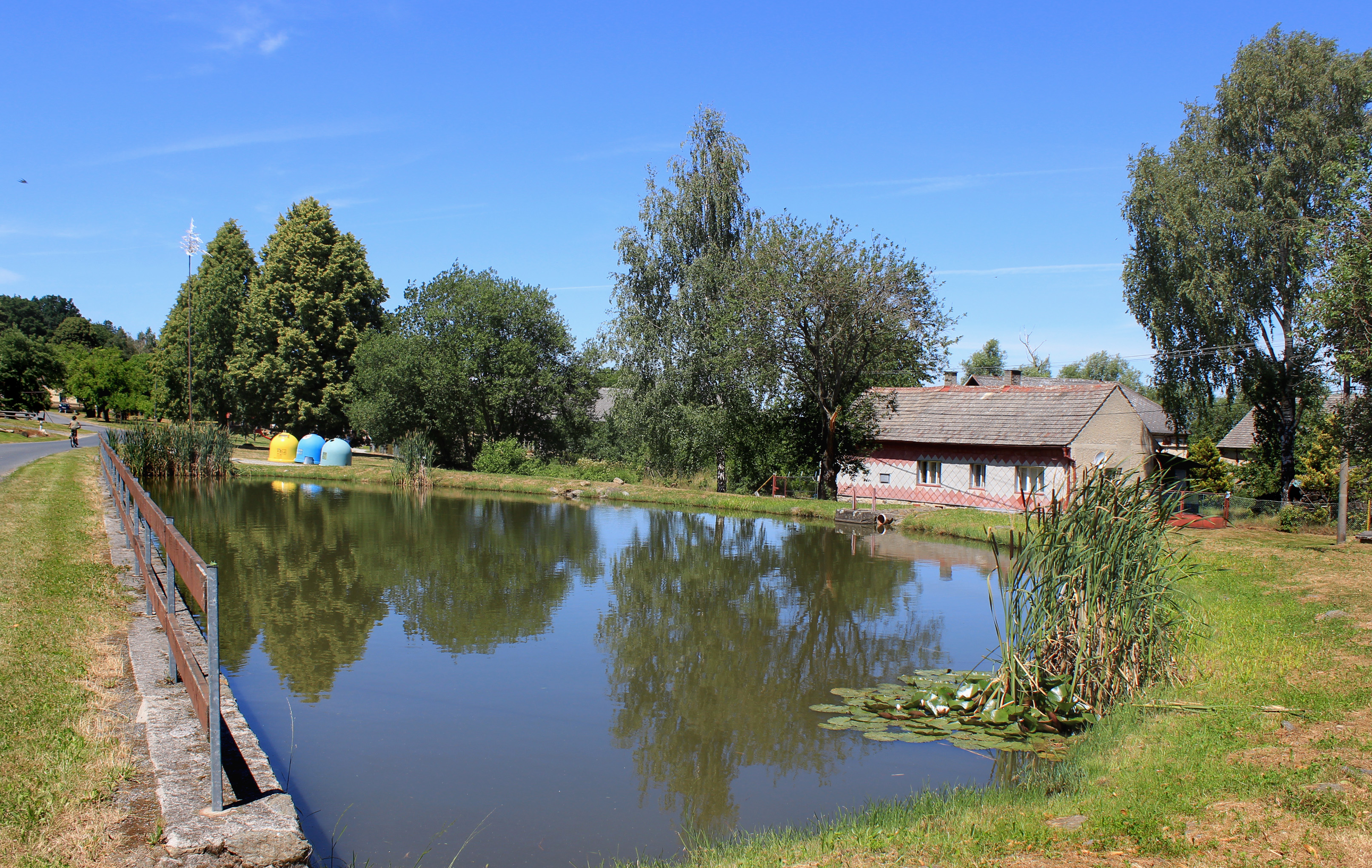
Rybník na návsi
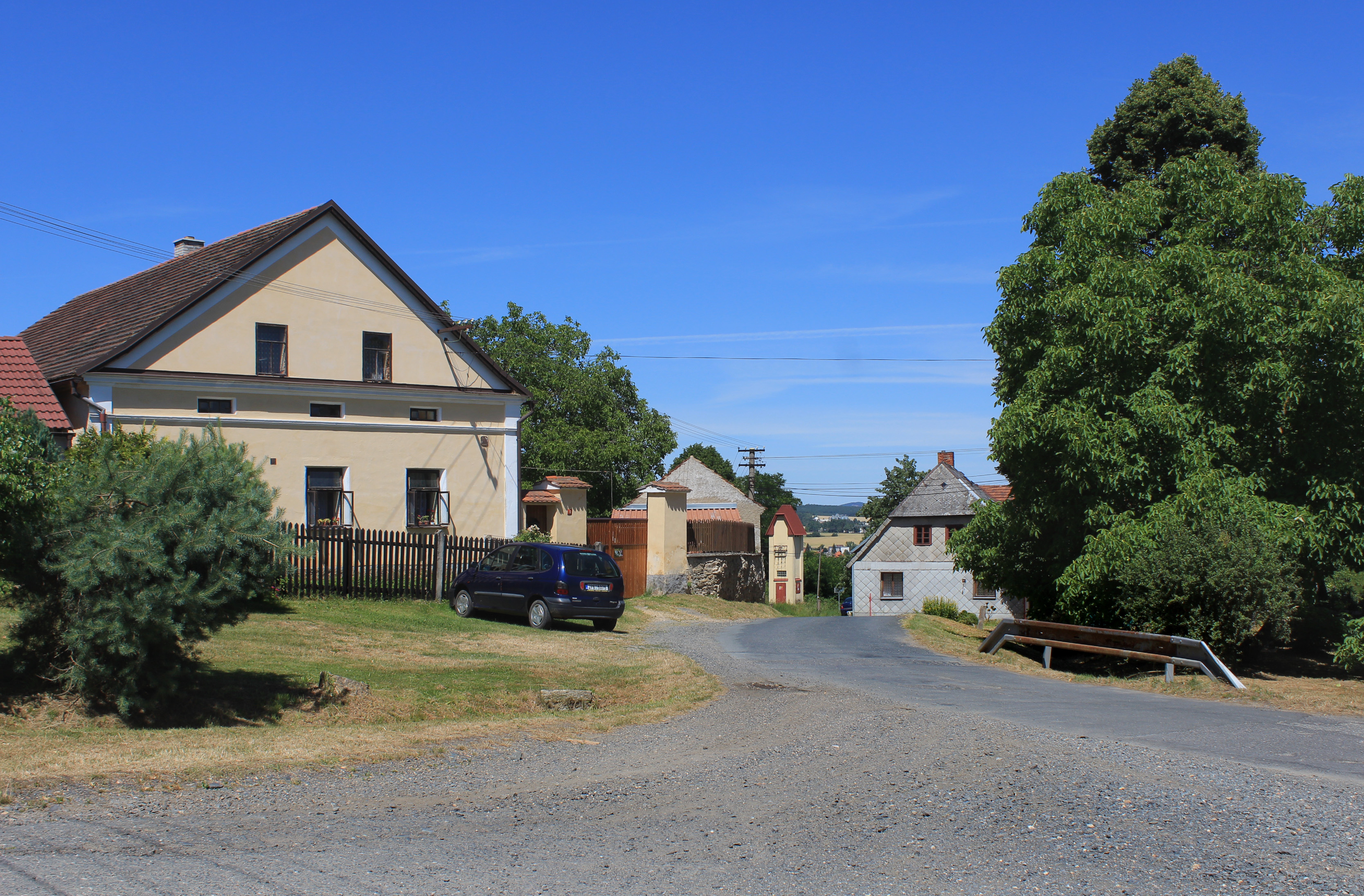
Silnice k Poběžovicím
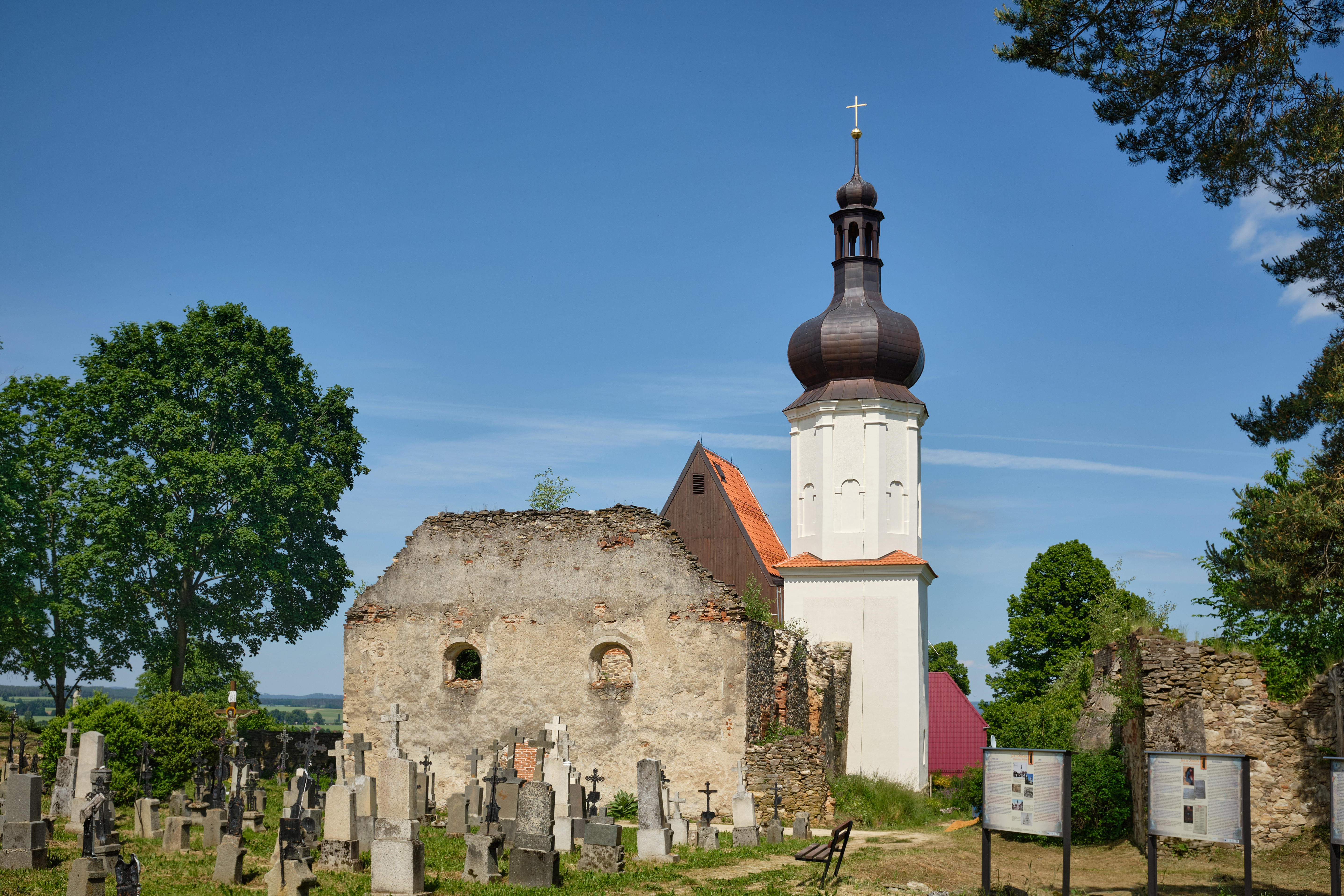
V roce 2022
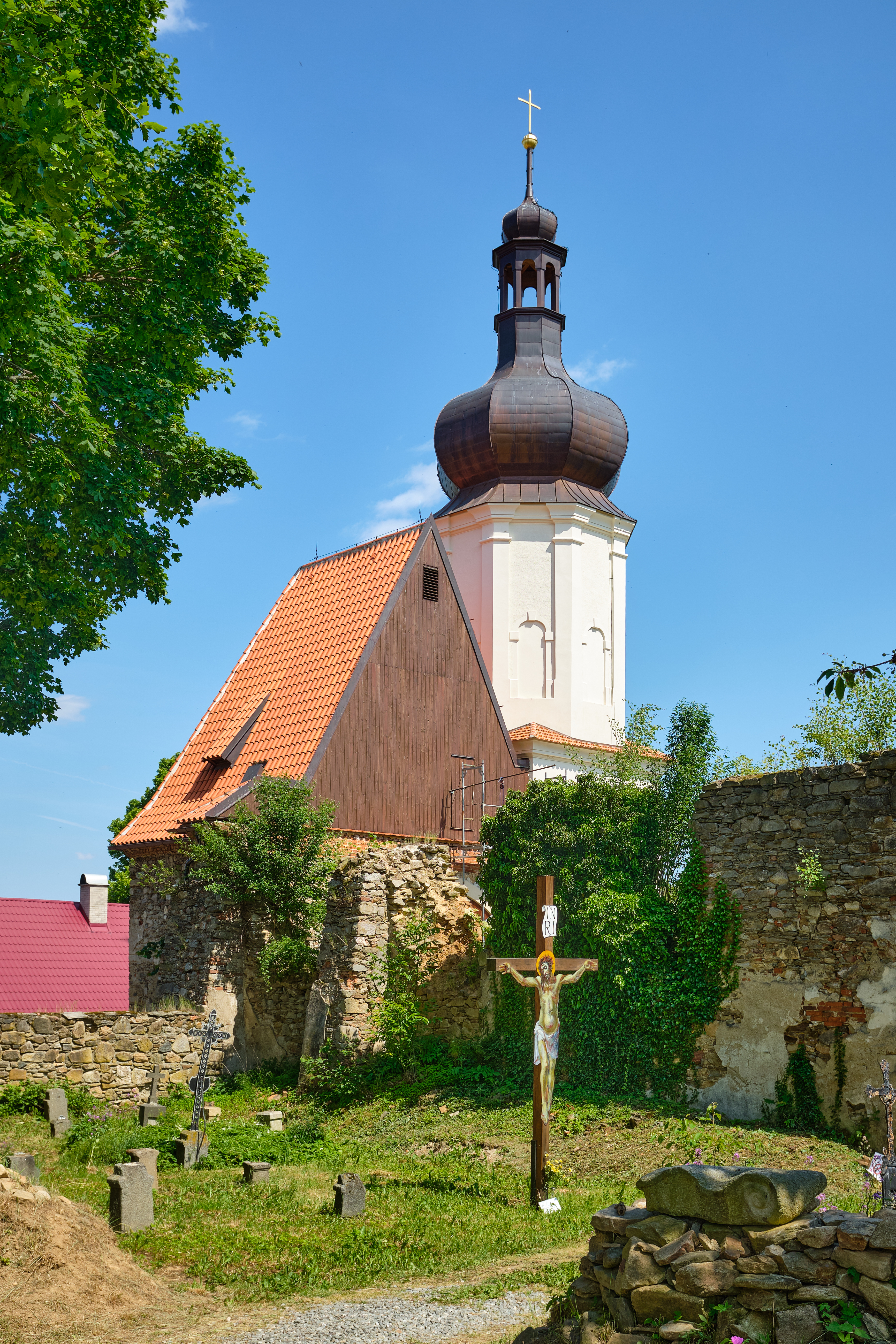
V roce 2022
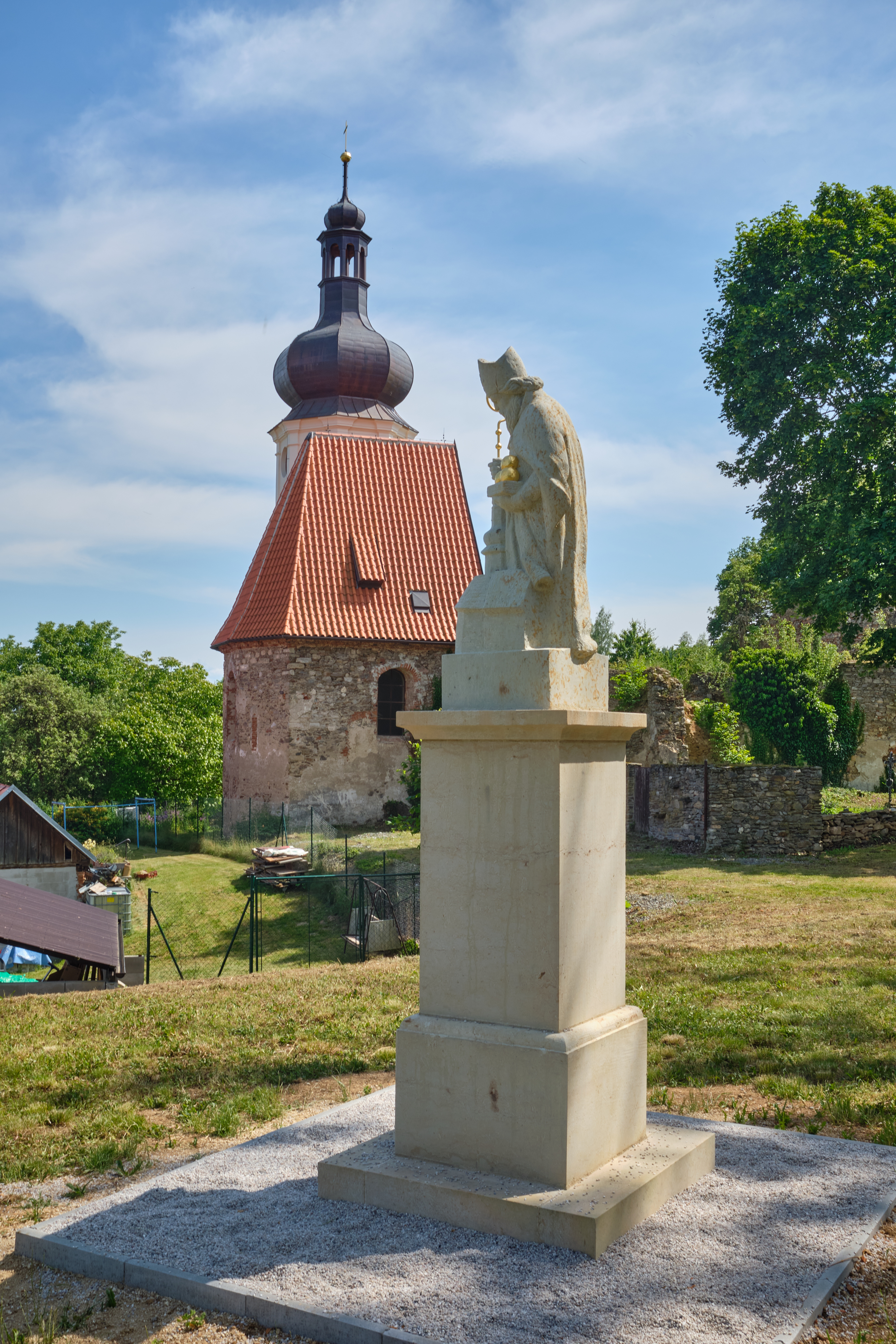
V roce 2022
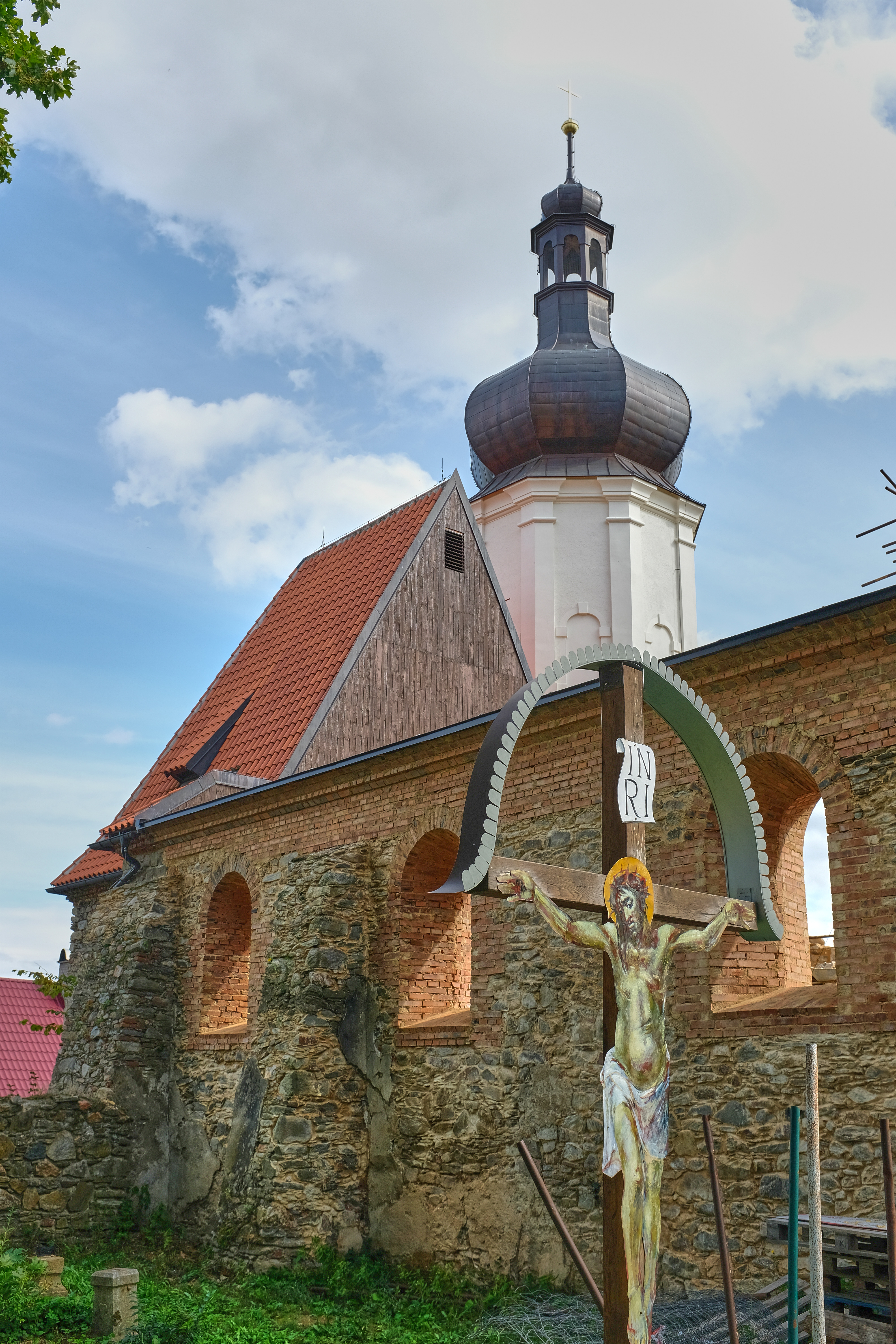
V roce 2023